# Baldácsy-alapítvány
A Baldácsy-alapítvány magyar protestáns közalapítvány (akkori kifejezéssel "közalap") volt.

## Létrejötte
A római katolikus felekezethez tartozó Baldácsy Antal báró,  országgyűlési képviselő az 1876. október 19-én kelt végrendeletével és annak 1877. május 20-án kelt toldalékával a magyarországi protestáns egyházaknak örök tulajdonul hagyott több mint 8000 holdnyi földbirtokot mindennemű tartozékaival együtt. Az alapítvány az örökhagyónak 1878. augusztus 7-én bekövetkezett halála után ténylegesen a hazai protestáns egyházakra szállott, amelyek az alapítvány jövedelmeiből törlesztendő kölcsönnel még 3000 holdat vásároltak. Emiatt csak 1886-ban kezdhette meg az akkori tizenegy (5 evangélikus, 5 református, 1 unitárius) egyházkerület küldötteiből alakított bizottság az alapítvány jövedelmének a végrendeletben meghatározott célokra való szétosztását.

## A végrendeletben meghatározott céljai
- ínséges, különösen építkező egyházak segélyezése
- püspökök illőbb díjazása és szegény lelkészek segélyezése
- lelkész-özvegyek és árvák gyámolítása

## Megszűnése
- Az első világháború utáni földreform 7000 holdra csökkentette az alapítvány állagát, amely később teljesen megsemmisült.

## Lásd még
- Közalapítvány